# Fusão zonal

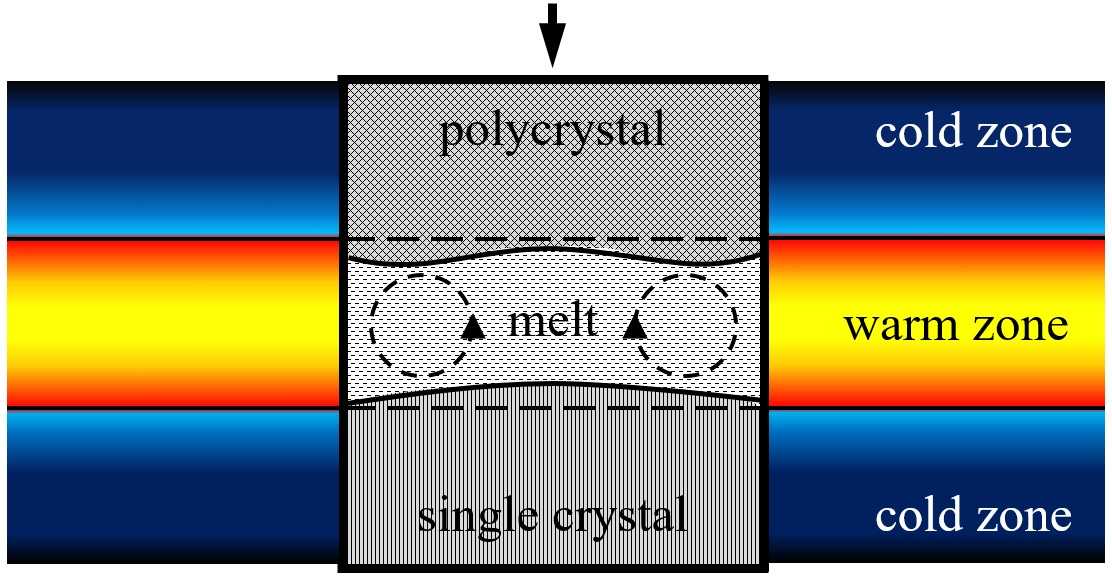
Diagrama do processo de refino por fusão zonal

Fusão zonal ou refino zonal ou fusão zonal móvel é um grupo de métodos semelhantes de purificação de cristais, no qual uma zona delimitada do cristal é fundida, e essa zona "amolecida" é movida ao longo do cristal. Quando essa zona fundida se move ao longo do lingote, derrete as impurezas sólidas a sua frente e deixa um material mais puro solidificado atrás de si.
As impurezas ficam retidas na zona fundida e são movidas para a extremidade do lingote. O refino zonal foi inventado por John Desmond Bernal e desenvolvido por  William Gardner Pfann na Bell Labs para obter materiais com alto nível de pureza, principalmente semicondutores. O primeiro uso comercial desse processo foi no germânio, refinado a um átomo de impureza por dez bilhões, mas o processo pode ser usado virtualmente em qualquer sistema solução-solvente tendo diferenças consideráveis de concentração entre as fases sólida e líquida em equilíbrio.